# 遺伝子ファミリー

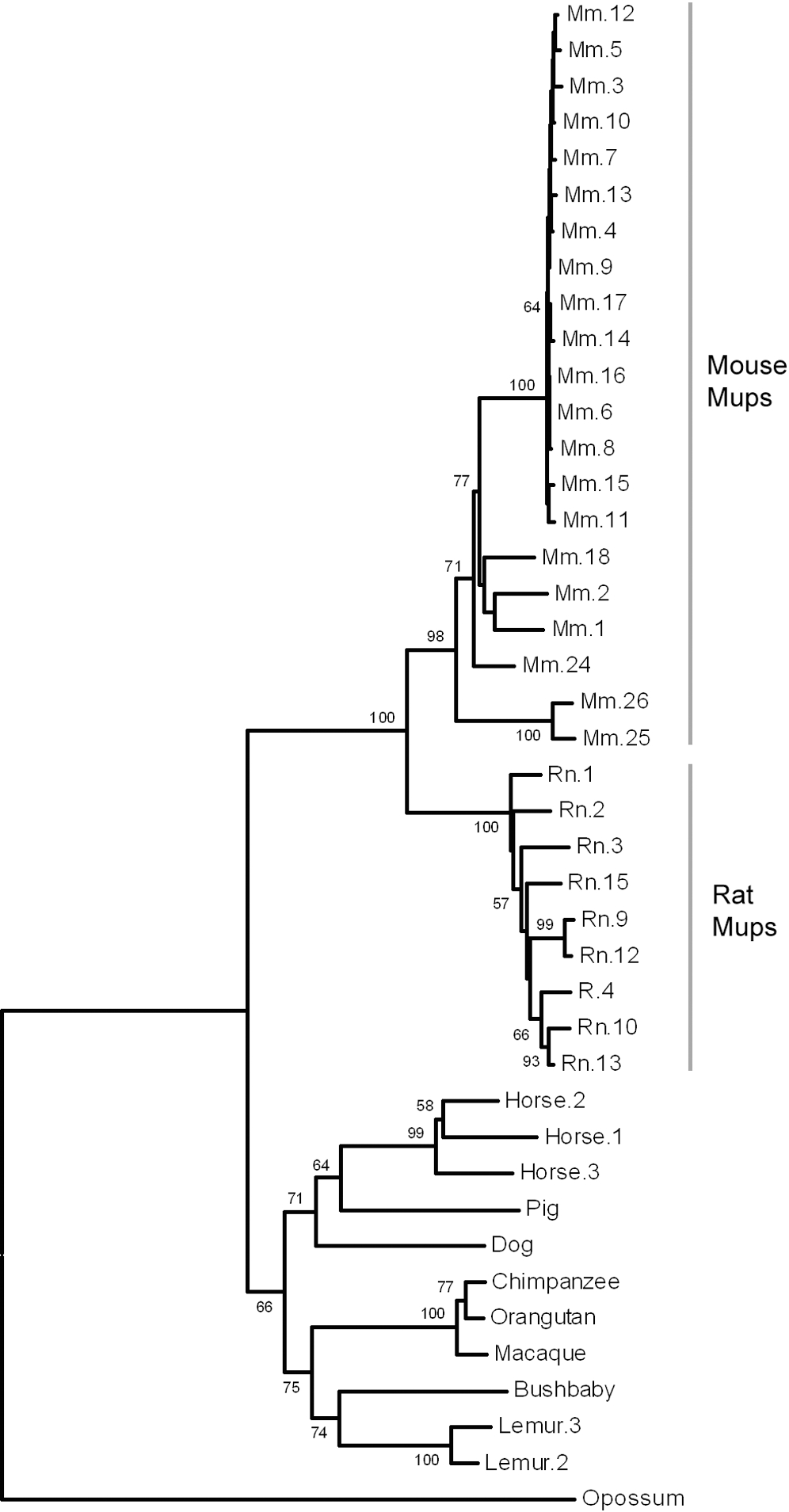
遺伝子族の系統樹

遺伝子ファミリー（いでんしファミリー、遺伝子族、英: Gene family）とは、一つの遺伝子の複製から形成された、幾つかの類似遺伝子の組み合わせである。一般的に同じ族の遺伝子は類似の生化学的機能を有する。ヒトヘモグロビンサブユニットは、異なる染色体に2つの族（α-グロビン遺伝子座とβ-グロビン遺伝子座）と10個の遺伝子にコードされている。これら2つの遺伝子族は5億年前に1つの遺伝子が複製され続けた結果、生じたと考えられている。
ある遺伝子がどの遺伝子族に属しているかはヌクレオチド配列や、被コードタンパク質のアミノ酸配列における類似部分から判断される。特にアミノ酸配列は類似性に関してより多くの情報を提供する。分類は更に厳密には系統発生解析により行われる。コード領域におけるエクソンの位置は共通の祖先を推測するのに役立つ。
特定の方向を伴った遺伝子族の拡大または縮小は偶然の結果でも、自然選択の結果でもあり得る。どちらの結果なのかを判断することは難しいが、統計モデルとアルゴリズム技術による解析による試みが行われている。
HUGO Gene Nomenclature Committee (HGNC)は、遺伝子族の成員を階層ごとに区別して表記するための幹と根のシンボルを用いた命名法案を作成した。例えば、ペルオキシレドキシン族においてはPRDXが根のシンボルであり、そこから他の族成員のPRDX1、PRDX2、PRDX3、PRDX4、PRDX5、およびPRDX6が広がる。

## 構造
ゲノム進化の特徴の1つは、おびただしい数の遺伝子がいくつかの遺伝子族に分かれることである。遺伝子族は、共通の祖先遺伝子から派生した遺伝子の集合である。同じ遺伝子族に属する遺伝子はほぼパラログかオルソログである。遺伝子族はその大きさ、配列の多様性、配置において非常に多様である。その遺伝子の機能や多様性により遺伝子族はさらに多重遺伝子族やスーパーファミリーに分類できる。
多重遺伝子族（Multigene family）は典型的には類似の配列と機能の遺伝子の集まりであるが、配列や機能が高度に異なる場合もある。多重遺伝子族の個々の遺伝子は同じ染色体上で近接している場合も異なる染色体に分散している場合もある。個々の遺伝子の制御因子は同じ族内で共有されていることが多い。族内遺伝子の配列が完全に同じ、あるいはほぼ同じことも多く、その場合、同一の遺伝子産物を短時間で大量に発現させることを可能にする。類似しているが異なる遺伝子産物をコードする遺伝子で構成された多重遺伝子族は、異なる細胞型で、または発生の異なる段階で適切な遺伝子産物を発現できる。
スーパーファミリー（Superfamily）は多重遺伝子族よりもさらに大きな遺伝子の集合であり、100個以上の遺伝子を有する。複数の多重遺伝子族を有している場合もある。構成の遺伝子は染色体上に広く分散しており、一部は同じ場所に集まって遺伝子集団を形成している。同一のスーパーファミリー内であっても個々の遺伝子の配列や機能は様々で、それぞれの発現レベルは多様で調節機構は分離している。
多くの遺伝子族は複数の種類の偽遺伝子（特定の遺伝子と配列が近似しているが発現能力等機能を持たない配列）を含む。プロセシングを受けない偽遺伝子は、機能を元来有していたが時間経過による変異で機能を失った遺伝子である。プロセシングを受けた偽遺伝子はレトロ転移された後に機能を失った遺伝子である 。元来の遺伝子族から孤立した偽遺伝子をorphan（孤児）と呼ぶ。

## 成り立ち
遺伝子族は、1つの祖先遺伝子が複数に複製され、それらが突然変異により多種多様となったことを成り立ちとする。複製は同じ系統内で起こり、例えばヒトはチンパンジーに1つだけある遺伝子のコピーを2つ有する。あるいは複製は種分化の結果である。例えばヒトおよびチンパンジーの祖先が持っていた遺伝子は両方の種にあり、種分化に伴って複製されたものと考えられている。

### 複製
遺伝子族の形成においてその複製には、1）エキソンの複製と位置のシャッフル、2）遺伝子全体の複製、3）多重遺伝子族の複製、4) 全ゲノムの複製、の4つのレベルが存在する。エキソンの複製と位置のシャッフルは多様性を増大させ、新しい遺伝子の誕生につながる。複製された遺伝子は多重遺伝子族を形成し、そして多重遺伝子族が複製されて複数の染色体に分散するとスーパーファミリーとなる。ゲノム全体の複製は全ての遺伝子と遺伝子族のコピー数を2倍とする 。全ゲノム複製とは同質倍数体化（自己増殖）か異質倍数体化である。同質倍数体化とは同一のゲノムの複製であり、異質倍数体化とは2つの密接に関連するゲノムの、あるいは異なる種のゲノムが組み合わさったゲノムの複製である。
複製は主に生殖細胞の減数分裂における不等交差によって生じる。2つの染色体が不正列のとき、ある遺伝子が一方の染色体で増えるか拡張し、もう一方で減るか縮小することになる。遺伝子集団の拡張（縮小）とは遺伝子族がより大きくなるように遺伝子が複製されることを意味する。

### 再配置
スーパーファミリーを構成する1つまたは複数の多重遺伝子族の遺伝子たちはたった1つの祖先遺伝子の複製から始まり、再配置によって複数の染色体上に分散している。この遺伝子の大移動にはトランスポゾンの転移因子が関わっている。転移因子は、5' と3' 末端における逆方向反復によって認識される。2つの転移因子が1つの染色体上で十分に近いとき、1つの混成トランスポゾンを形成できる。逆方向反復はタンパク質転移酵素により認識され、転移因子はこの酵素に切り離される。2つの転移因子に挟まれた遺伝子たちは混成トランスポゾンとし新しい場所へと再配置される。
遺伝子の移動方法には、転写と逆転写の過程を経るレトロポゾンもある。レトロポゾンでは、転写産物であるmRNAは逆転写され、あるいは複製されてDNA鎖となり、これがゲノムDNAへと挿入される。このDNA鎖は遺伝子族の新しい成員としてオリジナルとは別の場所へと再配置される。
長鎖散在反復配列（LINE: Long Interspersed Elements）と短鎖散財反復配列（SINE: Short Interspersed Elements）ファミリーはDNAの高度な反復配列であり、ゲノム中に分散している。LINEには逆転写酵素をコードする遺伝子が含まれている。この酵素はLINEまたはSINEの転写産物のコピーをゲノムDNAへと戻し、それによって元の場所とは異なる場所へと遺伝子のコピーを配置させる。こうして、LINEとSINEは半永久的に自己増殖を続ける。LINEとSINEが非常に接近している時、不等交差を引き起こす。上述のように、この現象はたった一つの遺伝子の複製とそれによる遺伝子族の形成の原因となる。

### 多様化
アミノ酸の置換による非同義変異は遺伝子の複製を増やす。遺伝子の複製は単に同一配列を増やすだけでなく、その遺伝子に突然変異が起こっても許容されるほどの余剰を生物に与える。遺伝子のコピーが一つでも残れば、その結果が生物に有害でさえなければ他のコピーが突然変異しても問題ない。突然変異は遺伝子のコピーにオリジナルとは異なる機能を付与する可能性がある。

### 協調進化への寄与
多重遺伝子族の多くでは遺伝子が完全に同じかほぼ同じ配列を有し、非常に同一性が高い。この同一性の維持の過程は協調進化である。協調進化は、不等交差が繰り返されたり遺伝子の転移や保存が繰り返されたりして起こる。不等交差は遺伝子族の拡大や縮小をもたらす。遺伝子族の規模には、自然選択が作用するのに最適な範囲がある。遺伝子族の縮小は、分岐した遺伝子を除去し、かつ、遺伝子族が大きくなり過ぎることを防ぐ。拡大は、失われた複製遺伝子させて遺伝子族が小さくなり過ぎることを防ぐ。遺伝子の転移と保存の繰り返しの周期は遺伝子族の遺伝子の類似性をより高める。
遺伝子の転移過程において、対立遺伝子の遺伝子変換の頻度には偏りがある。突然変異した対立遺伝子は遺伝子族内で拡散する。これにより、有利な対立遺伝子は増大してゲノムに定着する傾向にある。遺伝子変換は遺伝的変異の発生を助ける場合もある。

## 進化
遺伝子族は多細胞生物の進化や多様化に重要な役割を持つ。遺伝子族は情報と遺伝子の変動の巨大な単位である. 進化の中で、遺伝子族は拡大して新しい遺伝子族を生じさせたり、縮小して消失したりする。幾つかの進化的系統において、遺伝子の獲得と喪失は同じ速度で起こる。新たに獲得された遺伝子の複製が自然選択に有利であるとき、その遺伝子族は適応的に拡大したことになる。この現象は、環境ストレスが種に作用する場合にみられる。微生物では遺伝子増殖がより一般的であり、これは可逆的である。一方で、適応的な縮小は、機能を失った突然変異遺伝子の蓄積で起こる。ナンセンス突然変異は遺伝子の転写を早期に停止させるものであり、その遺伝子の喪失を招く。この喪失過程は、環境の変化によって特定の遺伝子の必要性が低くなり、その遺伝子が余剰になる場合に起こる。
Orphan遺伝子に由来する遺伝子族は、元来の遺伝子族とは異なる新しい存在となる。Orphan遺伝子は複製や再配置、拡散を通じて新しい遺伝子族を形成する。遺伝子の喪失が繰り返されると最終的に遺伝子族が消失することになる。関連する遺伝子の喪失は遺伝子の欠失や機能喪失につながり、偽遺伝子への転換の原因となる。